# Mary Grigson
Mary Grigson, née le 3 juin 1971 à Wellington en Nouvelle-Zélande est une ancienne coureuse cycliste australienne, spécialiste de VTT cross-country.

## Palmarès en VTT

### Jeux Olympiques
- Atlanta 1996
  - 15e du VTT cross-country
- Sydney 2000
  - 6e du VTT cross-country

### Championnats du monde
- Sierra Nevada 2000
  - 5e au championnat du monde de cross-country
- Vail 2001
  -  Médaillée d'argent au championnat du monde de relais par équipes VTT
  - 7e au championnat du monde de cross-country
- Kaprun 2002
  - 6e au championnat du monde de relais par équipes VTT

### Coupe du monde
- Coupe du monde de cross-country
  - 8e en 1998
  - 7e en 1999
  - 5e en 2000 (1 manche)
  - 9e en 2001 (1 manche)

### Jeux du Commonwealth
- 2002
  - 3e du cross-country

### Championnats d'Australie
- 1998
  -  Championne d'Australie de cross-country
- 1999
  -  Championne d'Australie de cross-country
- 2000
  -  Championne d'Australie de cross-country
- 2001
  -  Championne d'Australie de cross-country
- 2002
  -  Championne d'Australie de cross-country

## Distinctions
- Temple de la renommée du cyclisme en Australie